# Wahlkreis Leipzig II
Der Wahlkreis  Leipzig II war ein Landtagswahlkreis zur Landtagswahl in Sachsen 1990, der ersten Landtagswahl nach der Wiedergründung des Landes Sachsen. Er hatte die Wahlkreisnummer 6. Für die Landtagswahlen 1994 wurde auch infolge der Kreisreform die Wahlkreisstruktur verändert, zudem wurde die Zahl der Wahlkreise von 80 auf 60 verringert. Das Gebiet des Wahlkreises Leipzig I wurde Teil einer der sechs Wahlkreise auf Leipziger Stadtgebiet.
Das Wahlkreisgebiet umfasste den Stadtbezirk Mitte II mit den Wohnbezirken 131 bis 137 und den gesamten Stadtbezirk Nord.

## Ergebnisse
Die Landtagswahl 1990 fand am 14. Oktober 1990 statt und hatte folgendes Ergebnis für den Wahlkreis Leipzig II:
| Direktkandidat | Partei (Kürzel) | Erststimmen (%) | Zweitstimmen (%) |
| -------------- | --------------- | --------------- | ---------------- |
|                | DA              | -               | 00,5             |
| Rudolf Krause  | CDU             | 40,0            | 38,7             |
|                | Chr. L          | -               | 00,2             |
|                | DBU             | 00,4            | 00,4             |
|                | DSU             | 02,9            | 02,5             |
|                | F.D.P.          | 07,5            | 07,3             |
|                | LL-PDS          | 13,2            | 13,0             |
|                | NPD             | -               | 00,7             |
|                | FORUM           | 10,5            | 08,7             |
|                | RAP             | -               | 00,1             |
|                | SHB             | -               | 00,1             |
|                | SPD             | 25,3            | 28,0             |

Es waren 57.861 Personen wahlberechtigt. Die Wahlbeteiligung lag bei 67,1 %. Von den abgegebenen Stimmen waren 2,0 % ungültig. Als Direktkandidat wurde Rudolf Krause (CDU) gewählt. Sie erreichte 40,0 % aller gültigen Stimmen.